# Élection présidentielle américaine de 2012
L'élection présidentielle américaine de 2012, pourvoyant à la 57e élection du président des États-Unis et du vice-président, élus pour un mandat courant de 2013 à 2017, se tient le 6 novembre.
Elle voit la réélection du président démocrate sortant Barack Obama, opposé à Mitt Romney, choisi par le Parti républicain. Les autres candidats investis par des partis mineurs ou dits « indépendants » recueillent des scores mineurs. Obama remporte ce scrutin malgré une perte de trois millions et demi de voix en quatre ans, fait rare pour un sortant réélu ; l'étiquette républicaine recueille à peu près autant de voix qu'en 2008. Cette campagne est par ailleurs la plus coûteuse de tous les temps, conséquence d'une décision du pouvoir judiciaire d'interdire toute limitation de la participation des personnes physiques et morales aux frais de campagne ; une association favorable à leur limitation a estimé à 2,5 milliards le coût final de la seule élection présidentielle.
L'élection présidentielle se déroule en même temps que les élections au Sénat et à la Chambre des représentants. Les trois élections aboutissent à un statu quo au niveau des rapports de force. Cependant, le Parti républicain, à nouveau défait mais partageant toujours le pouvoir législatif, laisse entendre qu'il est prêt à certains compromis sur les mesures avancées par le Président.
Barack Obama est réinvesti dans ses fonctions le 20 janvier 2013 en prêtant serment à la Maison-Blanche et en recommençant l'opération le lendemain, en public, devant plusieurs centaines de milliers d'Américains, au pied du Capitole.
Obama a profité de l'amélioration de la situation économique, caractérisée par le retour de la croissance et une baisse sensible du chômage et d'une très nette majorité obtenue chez les jeunes, les femmes, et les minorités, pour être facilement réélu avec près de 5 millions de voix d'avance sur son rival.

## Conditions d'éligibilité
Ne peuvent se présenter, selon l'article II section première de la Constitution, que les citoyens américains:
- Américains de naissance ;
- âgés d'au moins 35 ans ;
- ayant résidé aux États-Unis depuis au moins 14 ans.

Les présidents qui ont déjà été élus deux fois ne sont pas éligibles. Seuls Bill Clinton et George W. Bush sont dans ce cas, car deux autres anciens présidents encore en vie au moment de l'élection présidentielle de 2012, Jimmy Carter et George H. W. Bush, n'ont été élus qu'une fois et pouvaient donc théoriquement se présenter à cette élection.

## Modification du collège électoral

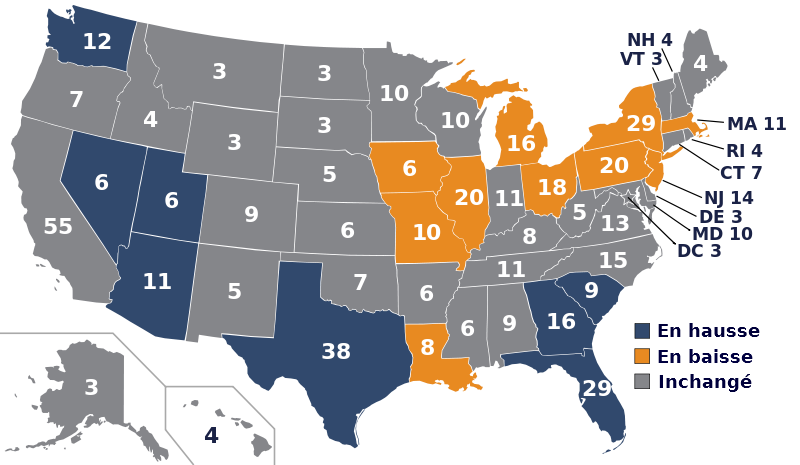
Carte du collège électoral pour la période 2012-2020.

À la suite du recensement de 2010, le collège électoral connaît les modifications suivantes :
- le Texas gagne quatre voix ;
- la Floride gagne deux voix ;
- l'Arizona, la Caroline du Sud, la Géorgie, le Nevada, l'Utah et l'État de Washington gagnent chacun une voix ;
- l'Illinois, l'Iowa, la Louisiane, le Massachusetts, le Michigan, le Missouri, le New Jersey et la Pennsylvanie perdent chacun une voix ;
- l'État de New York et l'Ohio perdent chacun deux voix.

## Contexte

### Parti démocrate
Le président démocrate sortant, Barack Obama, initialement mis en difficulté par la victoire des Républicains aux élections de mi-mandat de novembre 2010 mais conforté dans les sondages depuis l'annonce, en mai 2011, de la mort du terroriste Oussama ben Laden, est éligible à un second mandat. Depuis 1972 (après le retrait des primaires démocrates du président Johnson la fois précédente), les présidents sortants ont toujours demandé et obtenu l'investiture de leur parti en vue d'un second mandat.
Obama, qui s'est déclaré candidat à un second mandat dès le 4 avril 2011, ne devait donc rencontrer aucune difficulté pour obtenir cette investiture. Depuis que son ancienne concurrente lors des primaires de 2008, la Secrétaire d'État Hillary Clinton, a déclaré qu'elle ne se présenterait pas à celles de 2012, seul un petit candidat de témoignage, le militant anti-avortement Randall Terry, a annoncé en janvier 2011 son intention de se présenter aux primaires démocrates, ainsi que Tiffany Briscoe, laquelle est également candidate à l'investiture du Tea Party.

### Parti républicain
Initialement affaibli par ses défaites lors des élections de 2006 et de 2008, le Parti républicain n'avait pu empêcher l'adoption de la réforme de l'assurance santé en 2010. Dépassé sur sa droite par un mouvement populiste Tea Party qu'il peinait à canaliser à son profit, le parti de Lincoln était en mauvaise posture jusqu'en 2010.
Il opère cependant son redressement électoral dès janvier 2010 en remportant une victoire symbolique lors d'une sénatoriale partielle dans le Massachusetts (élection du républicain Scott Brown dans le fief démocrate progressiste de feu Edward Moore Kennedy). Portés par la montée du mécontentement des classes moyennes confrontées à la crise économique, les Républicains ont ensuite remporté les élections de mi-mandat de novembre 2010, gagnant notamment la majorité des sièges à la Chambre des représentants.

#### Primaires républicaines
Le processus de désignation du candidat, via des élections primaires et des caucus, fut cependant plus long que prévu. Mitt Romney, multimillionnaire en dollars, de religion mormone, Gouverneur du Massachusetts, fils d'un Sénateur, était le favori avant même le début des primaires. Cependant, il s'est retrouvé en peine face à la base et aux candidats populistes qui la représentaient : Newt Gingrich, WASP et héraut de la victoire de 1994, Rick Santorum, ultra-catholique, Ron Paul, libertarien, furent ses trois derniers adversaires à rester dans la course, le dernier ne cessant sa campagne qu'en juin sans se désister. S'ils ont jeté l'éponge, c'est plus par manque de soutien financier, pas parce que la fracture qu'ils représentaient était véritablement résorbée.
On trouve différents exemples de cette fracture. Le mouvement Tea Party, pour une rigueur budgétaire et socialement conservateur, ne s'est pas reconnu dans Mitt Romney. Ce dernier avait réalisé en 2006 une réforme du système d'assurances santé du Massachusetts proche de la réforme fédérale promulguée par Obama en 2010. La réforme fut utilisée par ses adversaires de droite puis de gauche. Romney ne pouvait surtout plus critiquer la réforme Obama, qui a pourtant marqué le mandat de son adversaire en bien et en mal.
La désignation de Paul Ryan, catholique, représentant du Wisconsin et protégé du Tea Party, permettait donc une union avec la base. Il était connu pour être l'auteur d'un projet de budget d'austérité drastique (Ryan Plan).

### Tiers partis, partis mineurs, indépendants
En dehors des deux grands partis, seul le maire de New York, Michael Bloomberg, est considéré par les observateurs comme un candidat indépendant crédible. Déjà pressenti en 2008, Bloomberg a cependant déclaré en juillet 2010 qu'il ne serait pas candidat.

## Évolution de l'élection
Après une longue domination d'Obama dans les sondages, Mitt Romney refait une grande partie de son retard après le premier débat télévisé entre les deux candidats où, de l'avis général, Barack Obama paraissait impréparé. À quelques jours de l'élection, les sondages donnent à Obama et Romney le même résultat national, mais aucun n'a donné d'avantage au scrutin indirect. Reste alors quelques États-clés : les candidats mènent campagne dans les swing states où ils concentrent leurs dépenses et leurs visites. Ces États sont l'Ohio (18 grands électeurs), la Floride (29), le Colorado (9), le Wisconsin (10), le Nevada (6), l'Iowa (6), le New Hampshire (4) et la Virginie (13). Comme les États fermement républicains apportant moins de grands électeurs, Romney devait pratiquement tous les remporter. Il a finalement réussi à amoindrir l'écart de 2008 de plusieurs millions de voix et à regagner quelques États.

## Communication et réseaux sociaux

### Évolution dans leur utilisation
Une évolution significative dans l’utilisation des médias sociaux a été observée pour interagir avec les électeurs durant la campagne présidentielle de 2012 aux États-Unis. Ce scrutin a ainsi marqué une évolution significative dans la façon dont les candidats ont utilisé les médias sociaux pour interagir avec les électeurs, mais également dans l’approche avec laquelle ils ont abordé leurs audiences ainsi que la manière dont ils ont pu faire évoluer et ainsi façonner leur image publique.

### Stratégie de Barack Obama
Barack Obama a été un pionnier dans l'utilisation des nouvelles stratégies de communication politique. Son utilisation novatrice des nouvelles technologies a confirmé la maîtrise de l'équipe de campagne d'Obama en matière de communication politique moderne.
Lui et son équipe ont mis en place une communication politique axée sur les réseaux sociaux et un storytelling bien travaillé. À travers des plateformes comme Twitter et Facebook, la campagne a réussi à créer un dialogue direct avec les électeurs, à mobiliser des fonds et à diffuser efficacement son message. Les médias sociaux ont offert une plateforme où le candidat pouvait partager des moments de sa vie quotidienne, des histoires personnelles et des messages plus informels. Cette situation a contribué à humaniser l'image du président, le présentant comme accessible et proche des préoccupations des citoyens ordinaires. De plus, cette stratégie a permis à Barack Obama de mettre en place des campagnes de collecte de fonds en ligne qui ont fait recueillir des contributions financières de manière rapide et efficace.
Barack Obama a utilisé de façon importante le storytelling, la narration et le microciblage. Sa campagne a mis en avant son parcours personnel, insistant sur son identité métisse et sur son ascension politique. Des récits ont été construits autour de thèmes tels que l'égalité des chances, la diversité et l'idée que l'Amérique est un pays où chacun peut réussir, indépendamment de son origine. De plus, le slogan « Forward » (« avancer ») a été au cœur de la campagne d'Obama, symbolisant la nécessité de « maintenir l'élan » et de poursuivre les « progrès » réalisés dans des domaines tels que l'économie, les soins de santé et la politique étrangère. Barack Obama a tenté de défendre les actions entreprises au cours de son mandat présidentiel, dont la réforme du système de santé, la fin de la guerre d'Irak et la gestion de la reprise économique post-crise financière de 2008. La narration d'Obama était centrée sur l'idée de l'espoir et du changement, un thème central de élection présidentielle américaine de 2008 qui a été intégré dans la narration continue de sa réélection en 2012. Les discours, les publicités et les événements de la campagne ont été soigneusement orchestrés et étudiés afin d’adapter ses messages à des segments spécifiques de l'électorat. Les équipes de campagne ont analysé les données démographiques, les comportements en ligne et d'autres informations pour personnaliser les messages en fonction des préoccupations locales, des intérêts particuliers et des caractéristiques démographiques des électeurs. Cela était particulièrement visible dans les efforts déployés pour mobiliser les jeunes électeurs et les minorités.

## Candidats déclarés
Seuls les portraits des principaux candidats sont présentés, par ordre de déclaration de candidature. Les noms des perennial candidates (« candidats perpétuels ») et autres candidats de témoignage sans expérience politique sont cependant indiqués.

### Parti démocrate

#### Candidats désignés

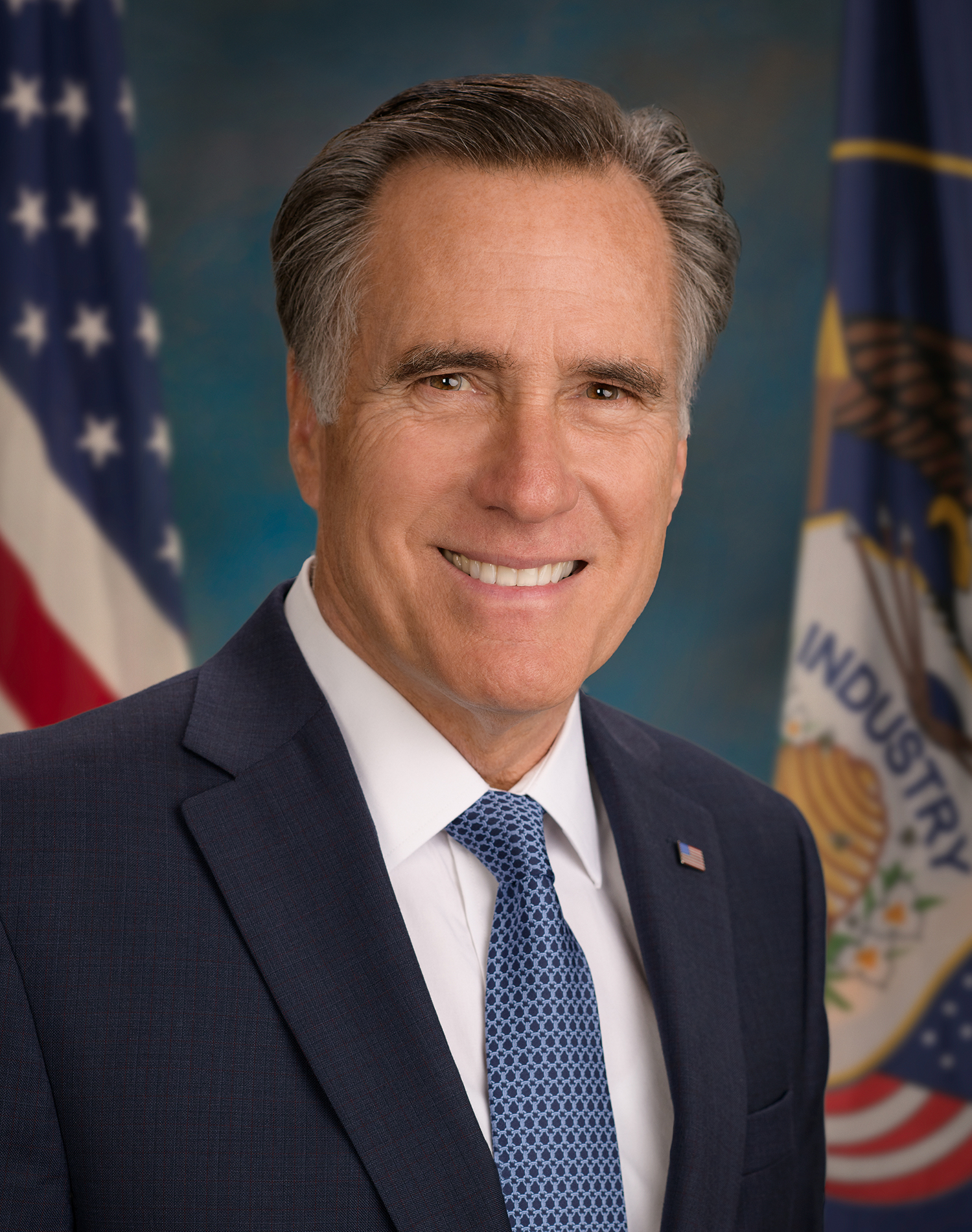
Mitt Romney, 65 ans, ancien gouverneur du Massachusetts, candidat à la présidence (2 juin 2011).
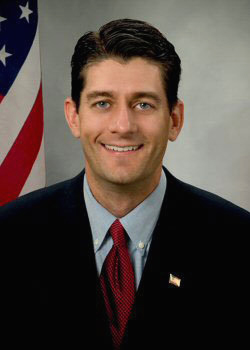
Paul Ryan, 42 ans, candidat à la vice-présidence, représentant du 1er district du Wisconsin (11 août 2012)

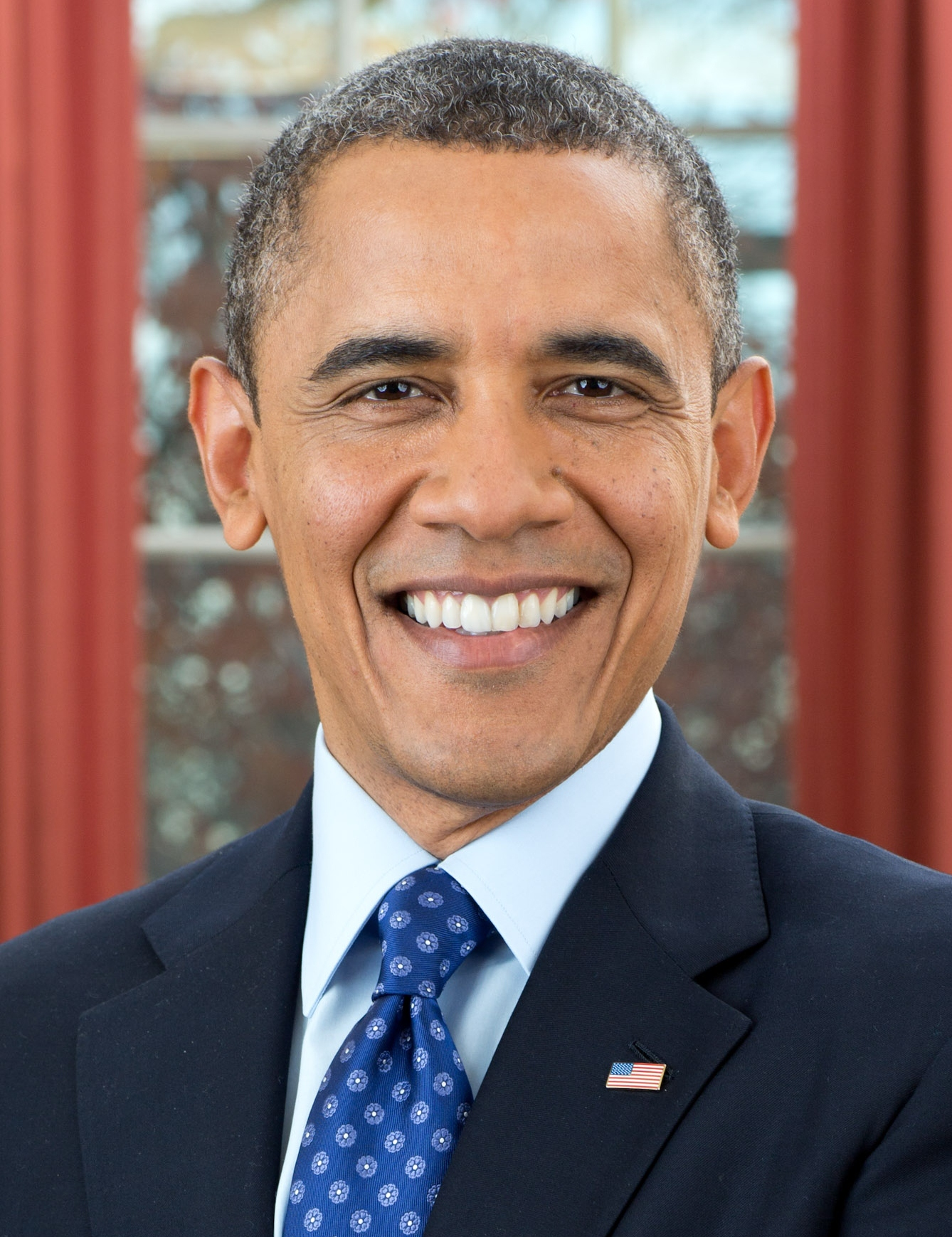
Barack Obama, 51 ans, président sortant, candidat à la présidence (4 avril 2011).
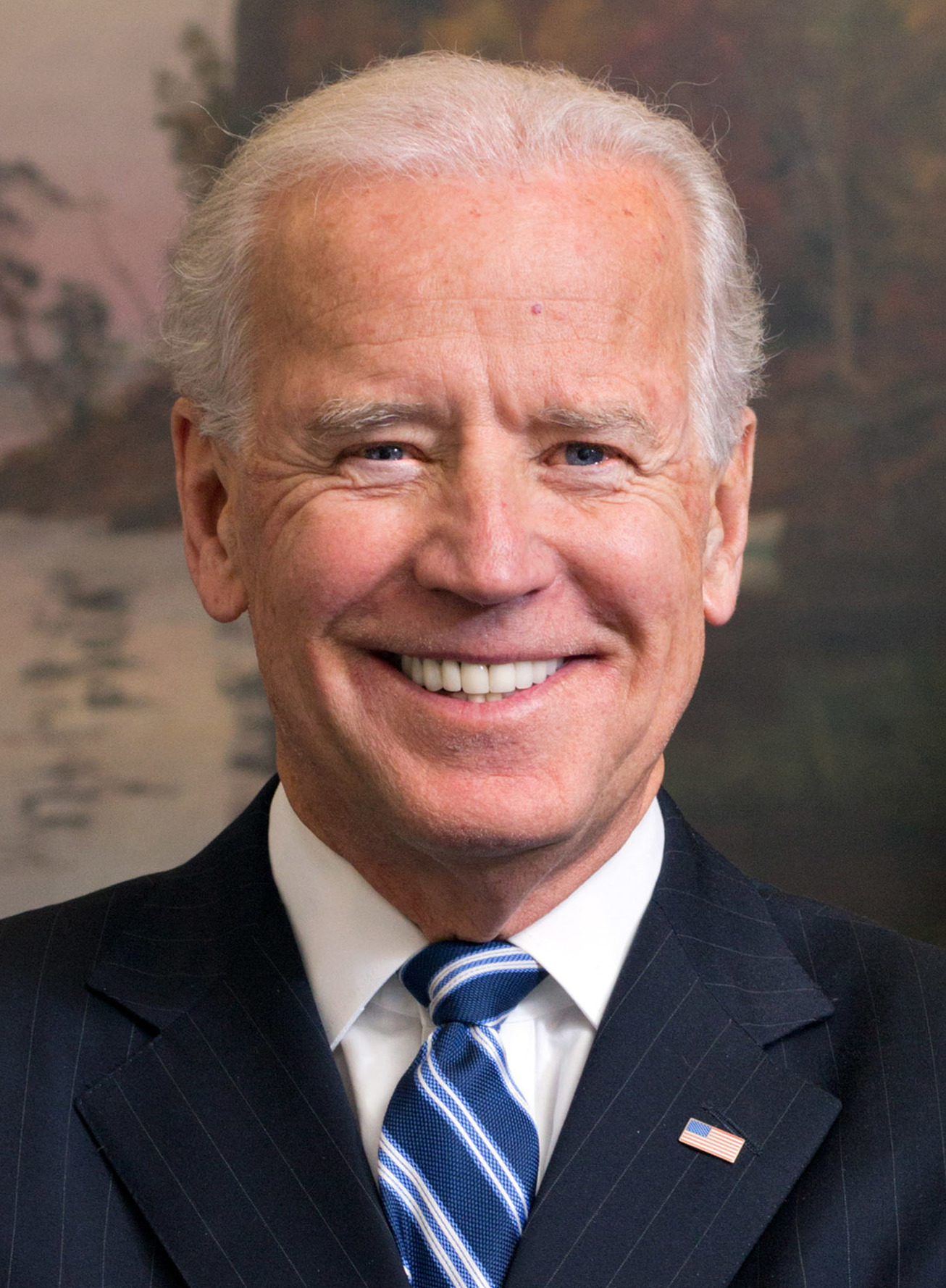
Joe Biden, 69 ans, vice-président sortant, candidat à la vice-présidence (4 avril 2011).

#### Autres candidats
Le président sortant Barack Obama compta peu d'adversaires sérieux dans son propre camp lors des primaires démocrates. Il remporta finalement ces primaires avec environ 88 % des suffrages exprimés, obtenant la majorité dans tous les États fédérés. Parmi ses adversaires, lesquels n'avaient obtenu au mieux que quelques comtés, on trouvait notamment :
- Randall Terry, 53 ans, activiste anti-IVG de Washington (18 janvier 2011)[16].
- Tiffany Briscoe, 36 ans, femme d'affaires du Maryland, briguant plus tard la nomination du Tea Party (9 mars 2011)[16].

### Parti républicain

#### Candidats désignés
- Mitt Romney, 65 ans,
ancien gouverneur du Massachusetts, candidat à la présidence (2 juin 2011).
- Paul Ryan, 42 ans,
candidat à la vice-présidence, représentant du 1er district du Wisconsin (11 août 2012)

#### Autres candidats
Candidats lors des primaires républicaines :

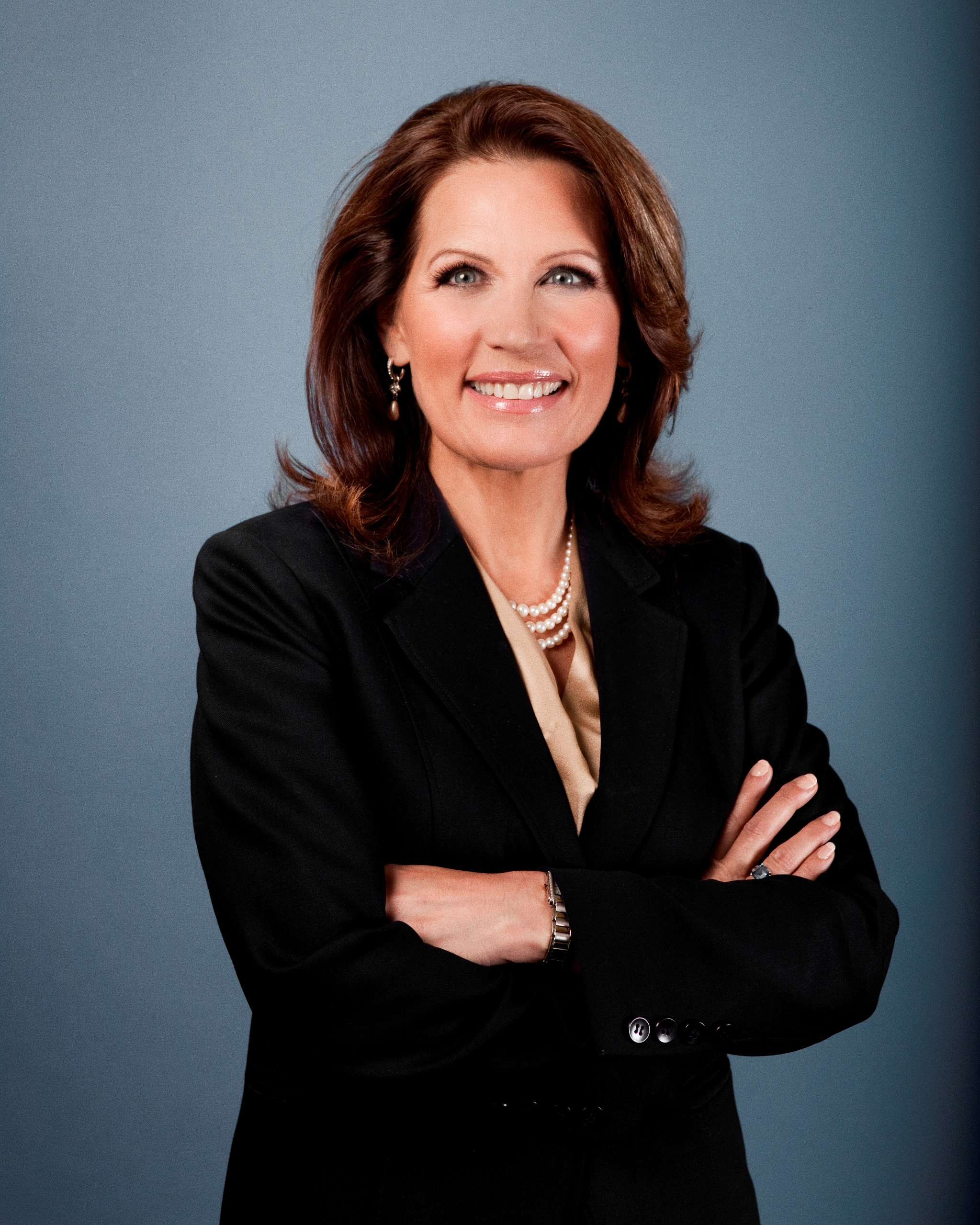
Michele Bachmann, 56 ans, représentante du Minnesota (13 juin 2011 - 4 janvier 2012).
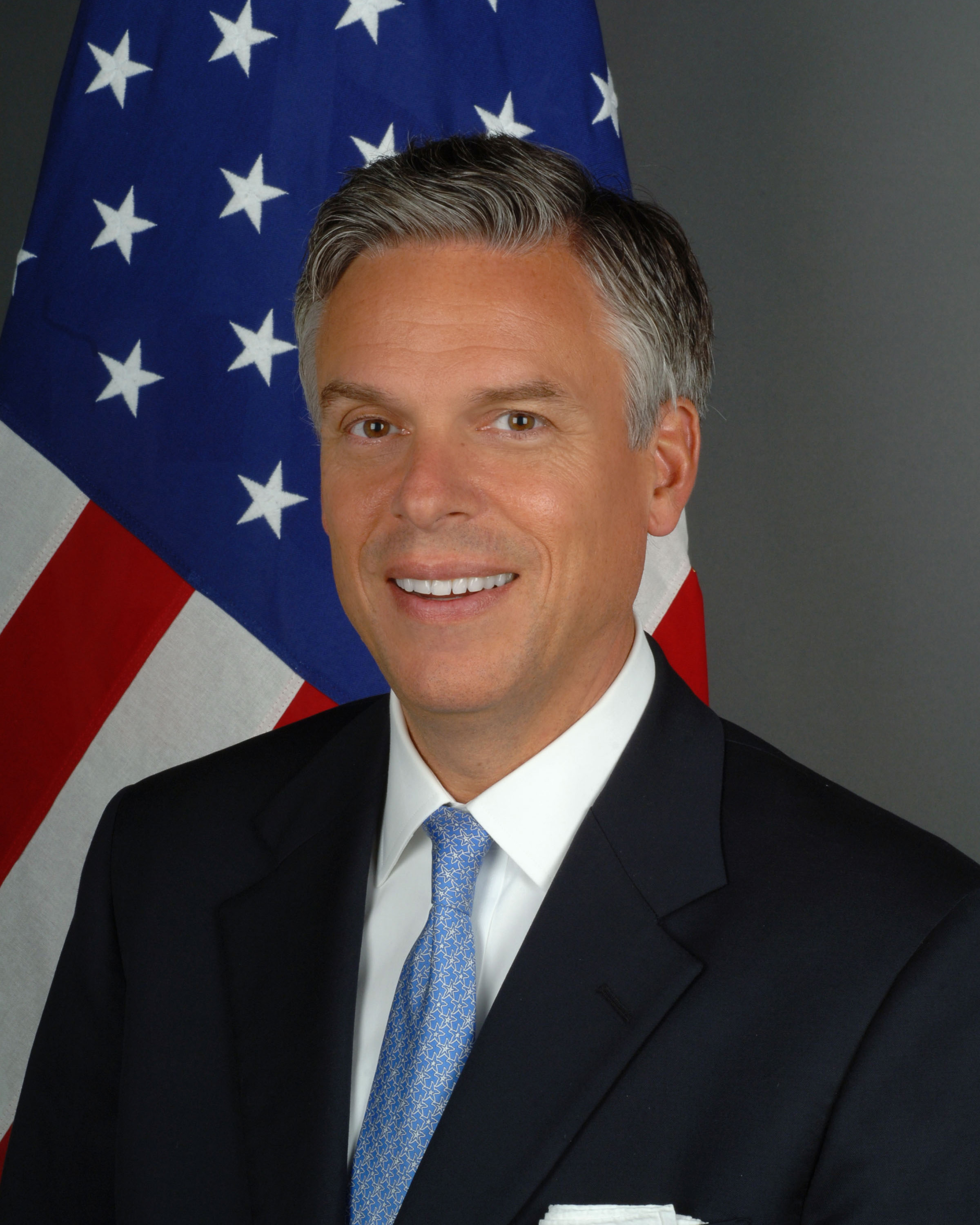
Jon Huntsman, Jr., 52 ans, ancien gouverneur de l'Utah (21 juin 2011 - 16 janvier 2012).
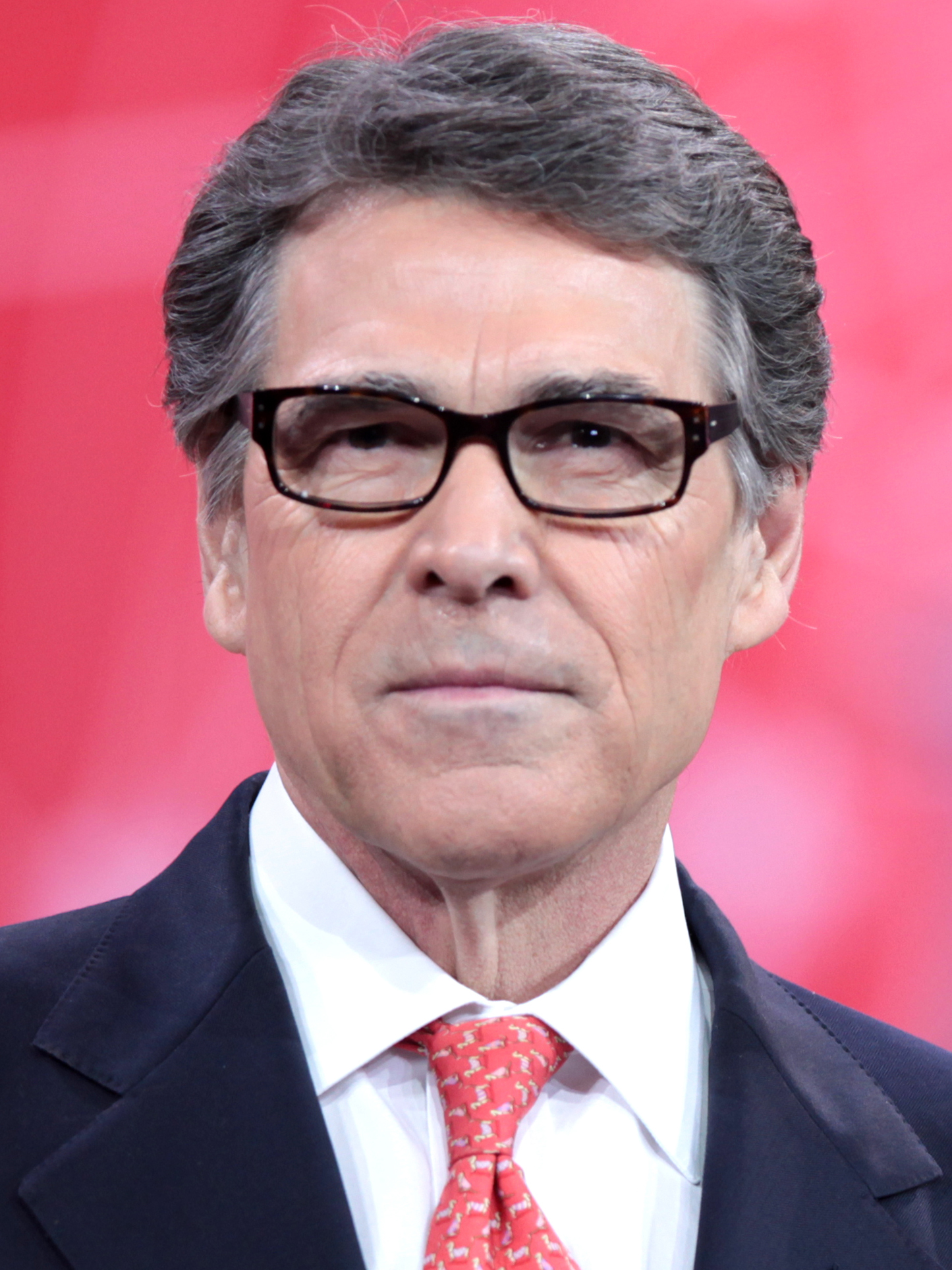
Rick Perry, 62 ans, gouverneur du Texas (13 août 2011 - 19 janvier 2012).
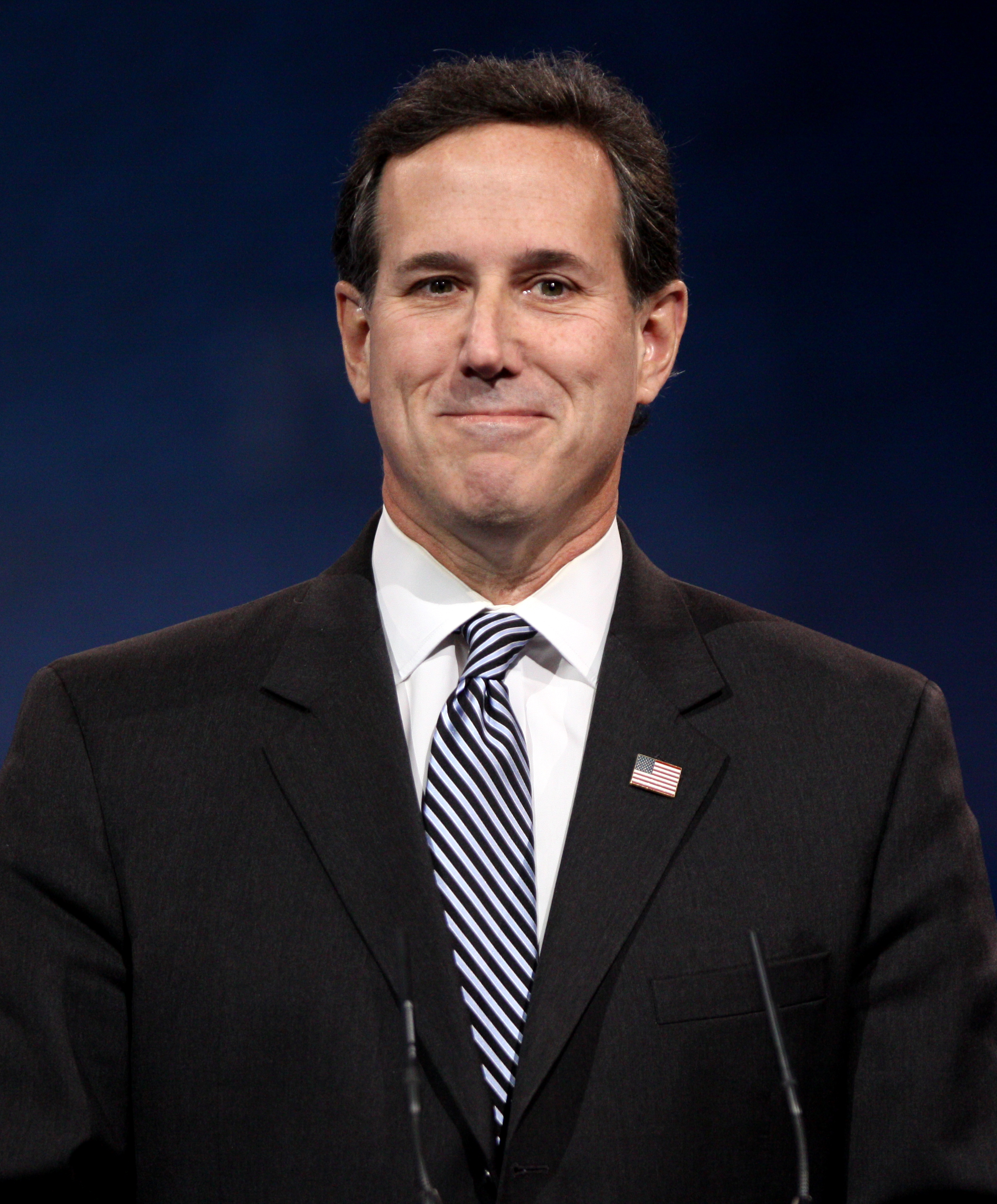
Rick Santorum, 54 ans, ancien sénateur de Pennsylvanie (6 juin 2011 - 10 avril 2012).
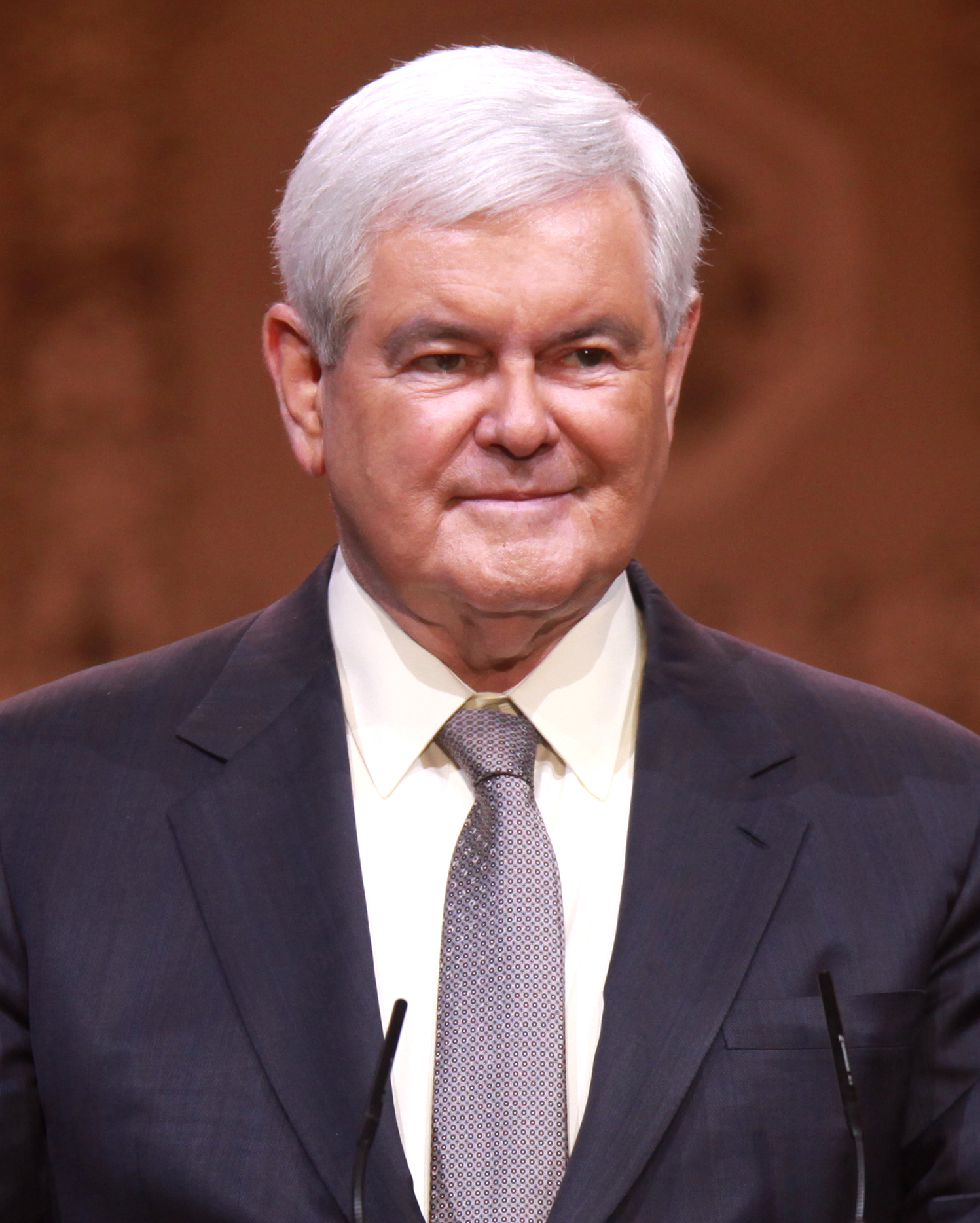
Newt Gingrich, 69 ans, ancien représentant de la Géorgie (11 mai 2011 - 2 mai 2012).
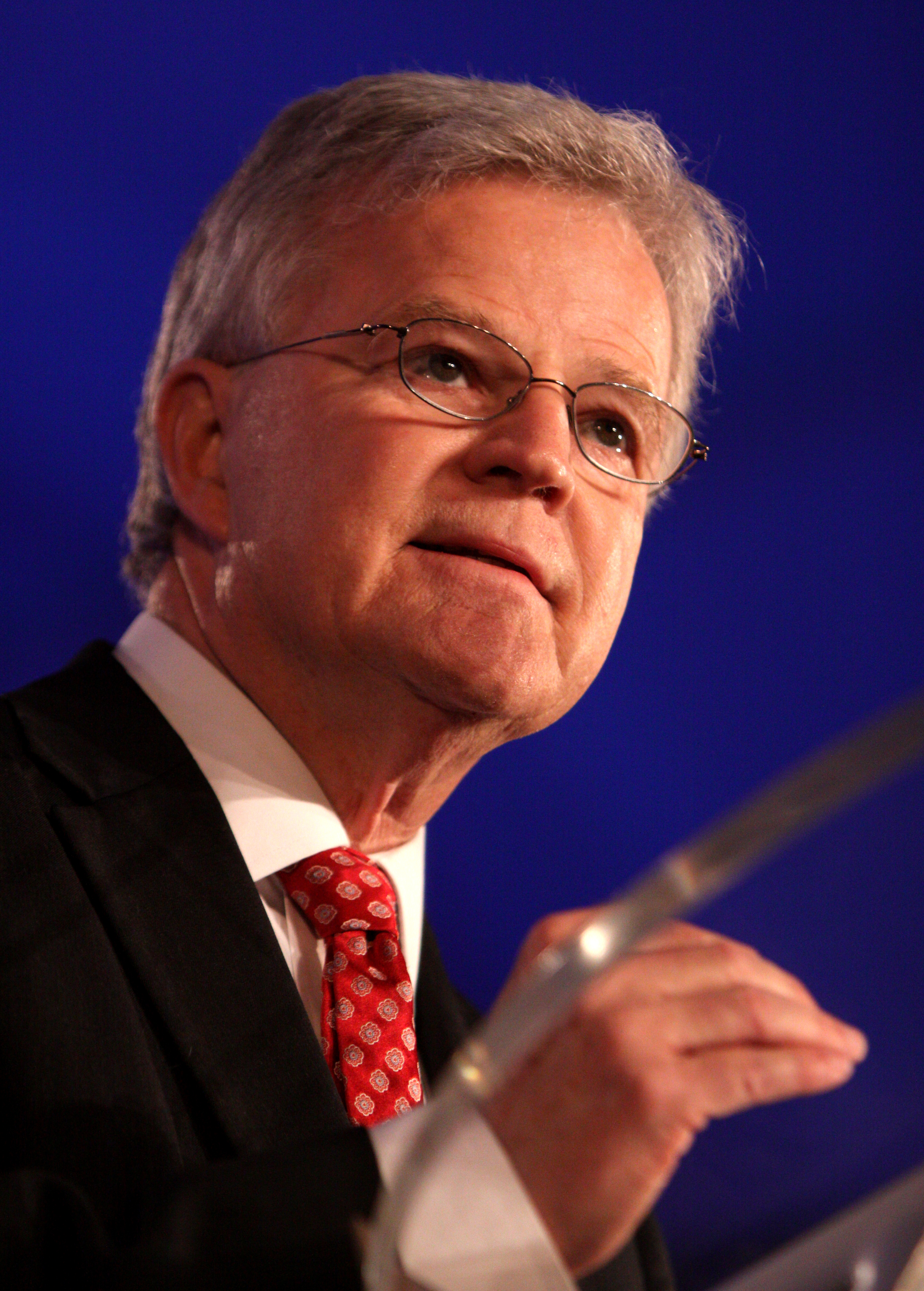
Buddy Roemer, 69 ans, ancien gouverneur de Louisiane (21 juillet 2011 - 23 janvier 2012).
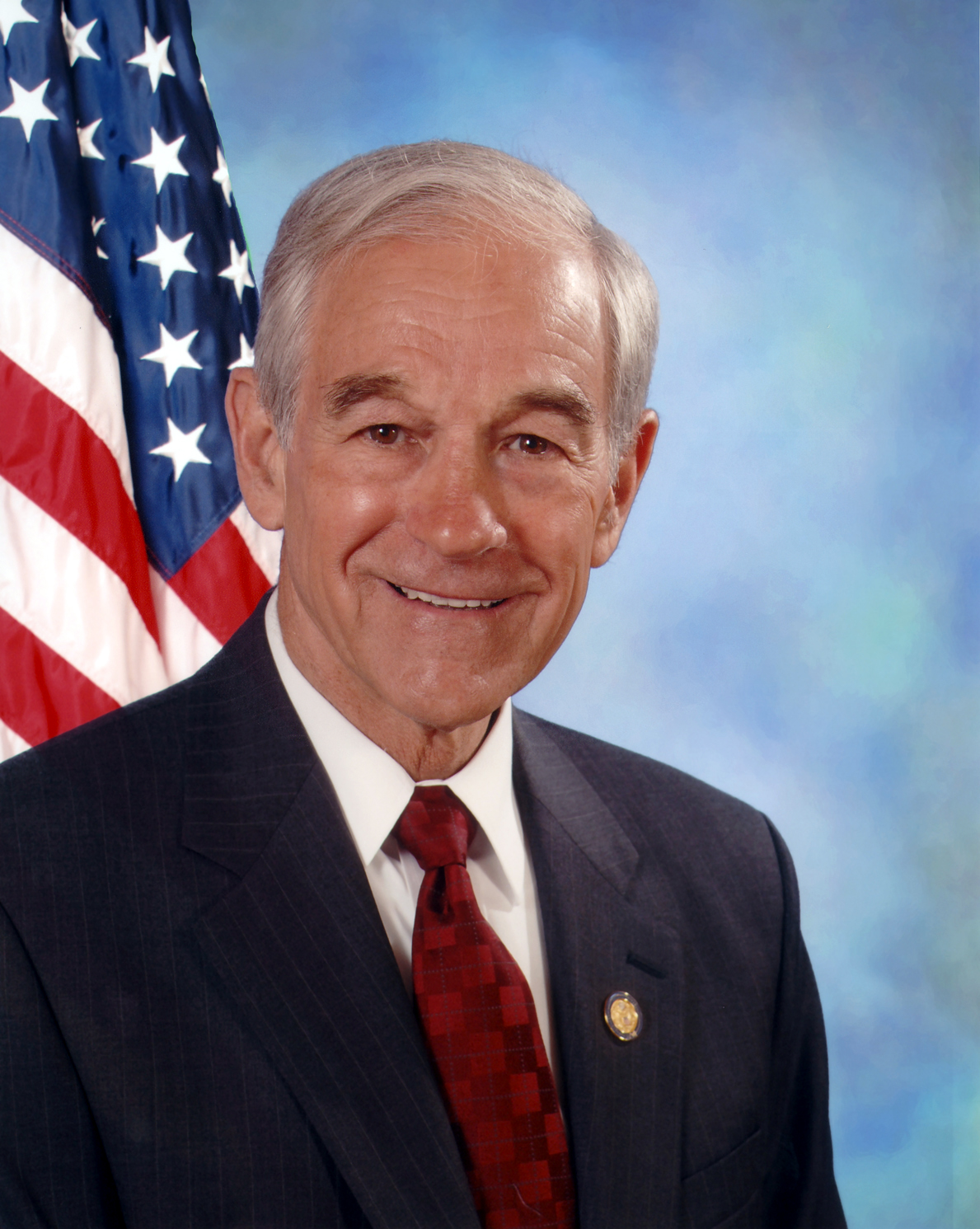
Ron Paul, 77 ans, représentant du Texas (13 mai 2011 - 26 août 2012).

- Andy Martin, 67 ans, activiste birther de l'Illinois (février 2011).

Candidat ayant renoncé avant les primaires :

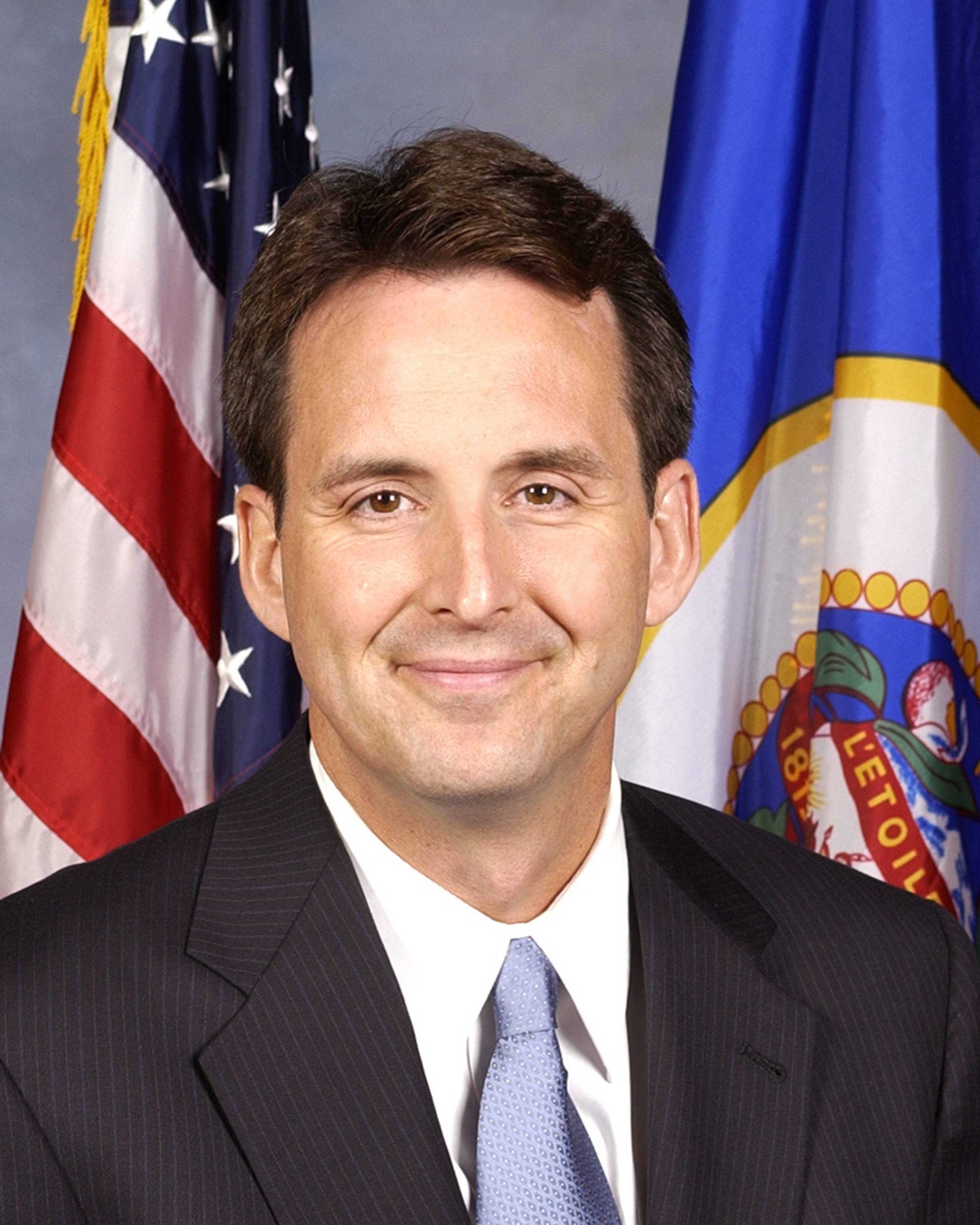
Tim Pawlenty, 44 ans, ancien gouverneur du Minnesota (23 mai - 14 août 2011).
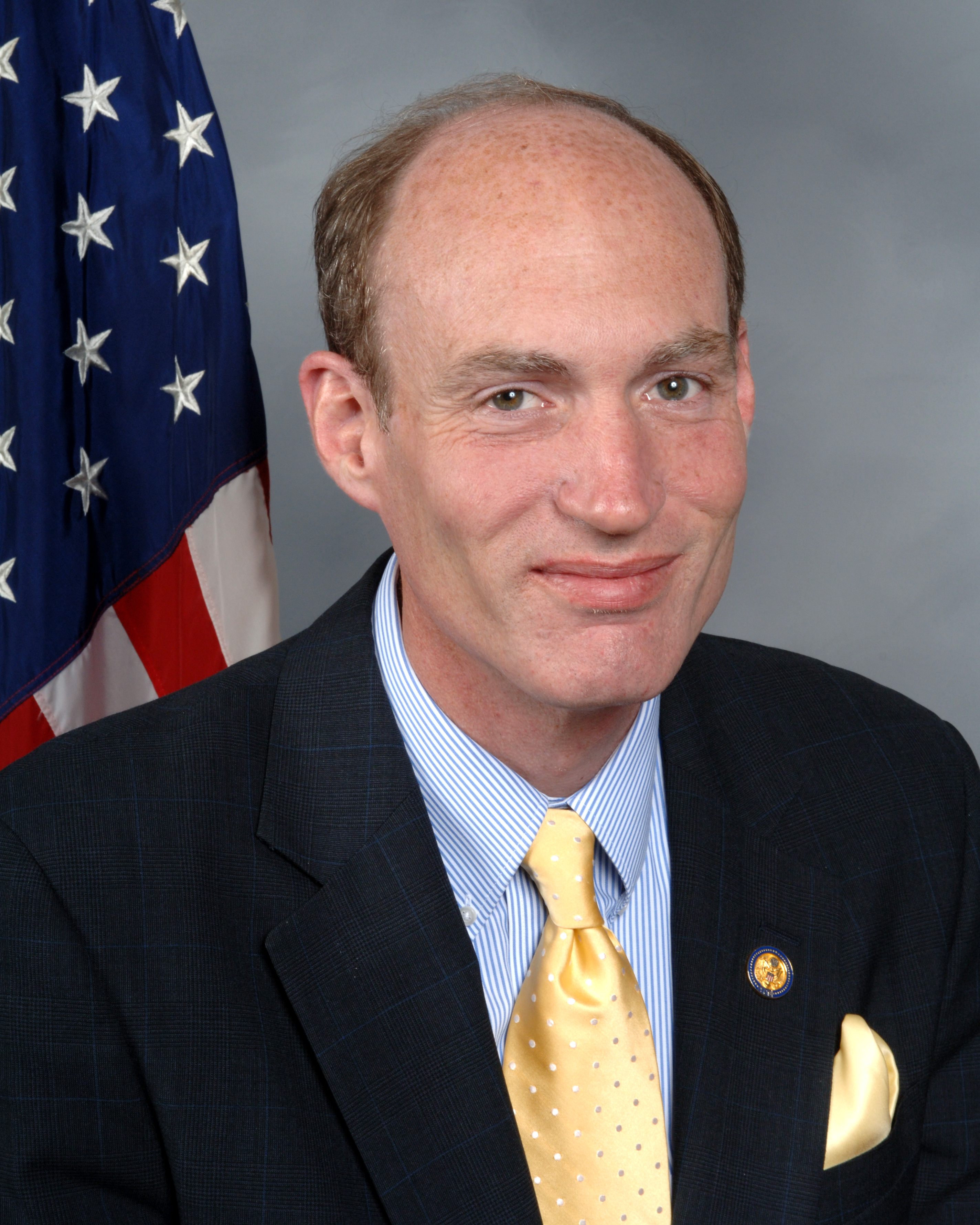
Thaddeus McCotter, 47 ans, représentant du Michigan (2 juillet - 22 septembre 2011).
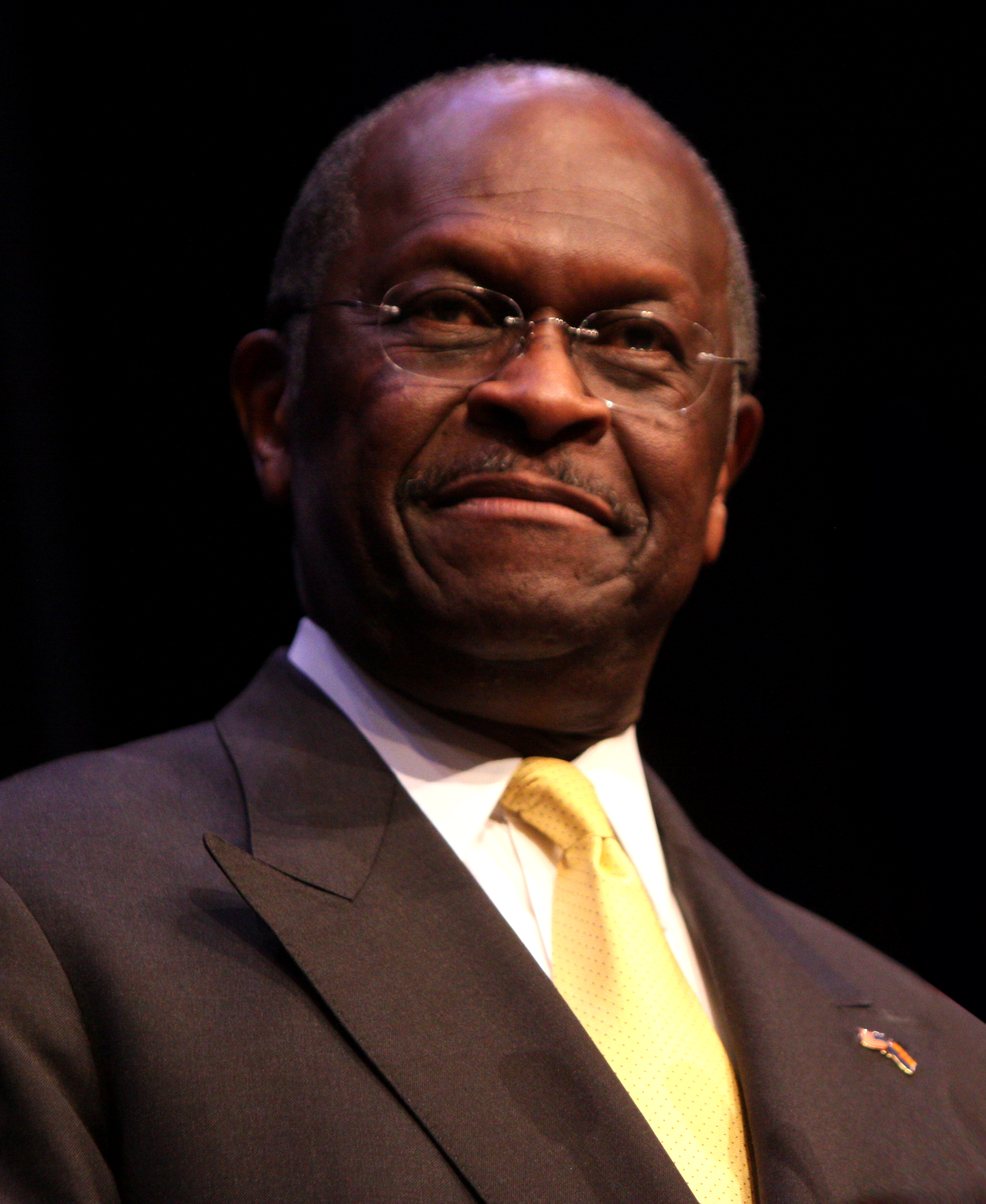
Herman Cain, 66 ans, homme d'affaires de Géorgie influent au sein du mouvement Tea Party (21 mai - 3 décembre 2011).
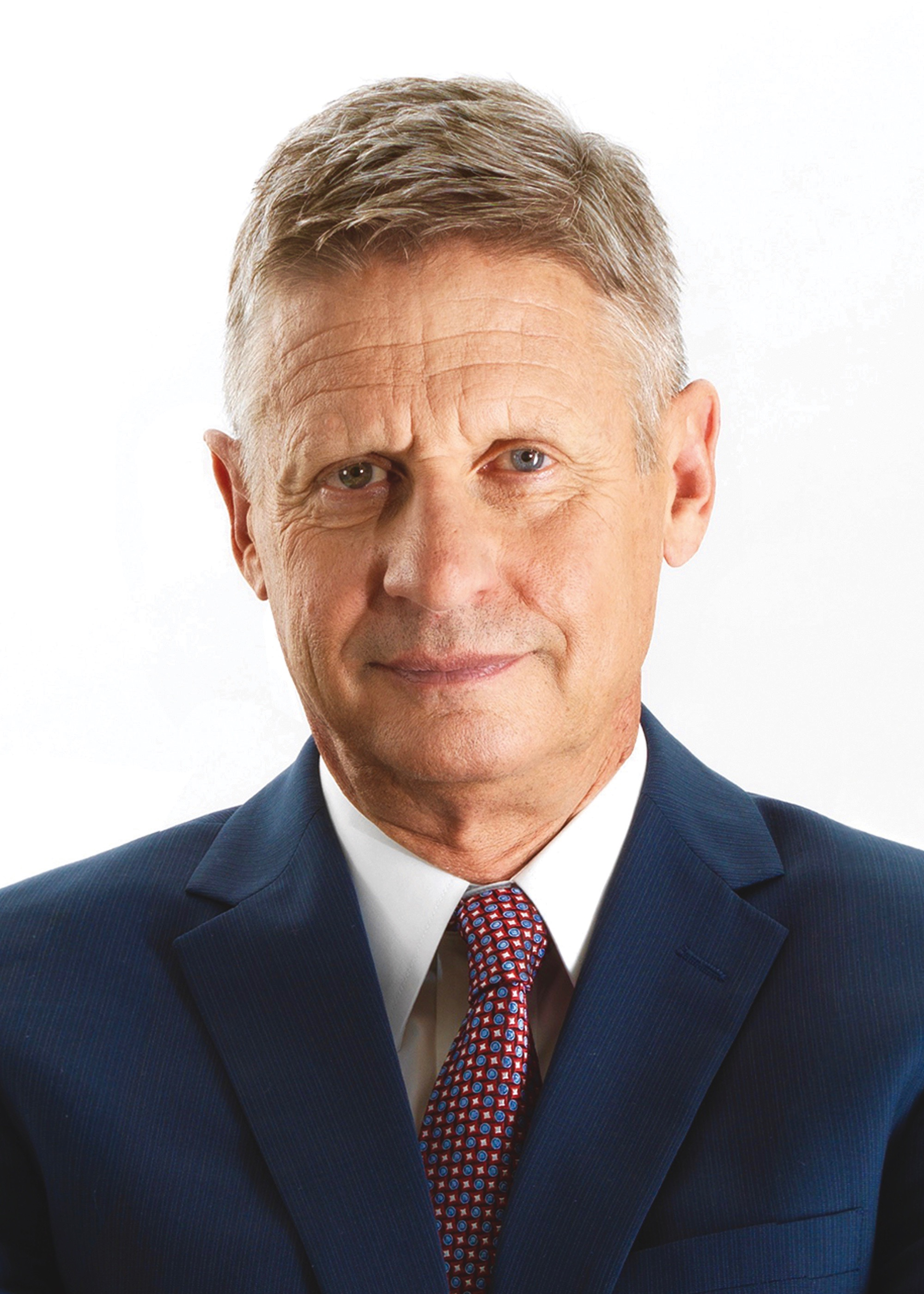
Gary Johnson, 59 ans, ancien gouverneur du Nouveau-Mexique (21 avril - 28 décembre 2011)[17].

- Jimmy McMillan, 65 ans, militant new-yorkais pour la baisse des loyers (23 décembre 2010).
- Jonathon Sharkey, 46 ans, ancien catcheur et vampire autoproclamé de Floride (mars 2010 - 24 août 2011).

Après les primaires:
- Fred Karger, 62 ans, militant LGBT de Californie (23 mars 2011 - 23 juin 2012).

### Autres partis et indépendants
Quelques candidats sont investis par des partis mineurs, mais leurs chances de remporter l'élection sont extrêmement faibles.

#### Principaux tiers partis
- Gary Johnson, 59 ans, ancien gouverneur républicain du Nouveau-Mexique. Candidat du Parti libertarien.
- Jill Stein, 62 ans, médecin. Candidate du Parti vert des États-Unis.

#### Autres partis
- Stewart Alexander, 61 ans, ancien candidat à la vice-présidence pour le Parti socialiste des États-Unis en 2008, militant socialiste de Californie, candidat pour le Parti socialiste (août 2010).
- Rocky Anderson, 61 ans, ancien maire de Salt Lake City, candidat du Justice Party (en).
- Roseanne Barr, 60 ans, actrice et humoriste résidant à Hawaï, candidate (humoristique) au nom du Green Tea Party (4 août 2011). Tente d'obtenir l'investiture du Parti vert, puis se présente finalement au nom du Parti paix et liberté.
- Jack Fellure (en), 81 ans, militant républicain ultra-conservateur, a été investi candidat (de préférence à James Hedges, 73 ans, militant prohibitionniste de Pennsylvanie) par le Parti de la prohibition (22 juin 2011).
- Virgil Goode, 66 ans, ancien représentant de la Virginie, candidat du Parti de la Constitution.
- Kshama Sawant, militante socialiste à Seattle, candidate de Socialist Alternative (en) (section américaine du comité pour une Internationale ouvrière).

#### Candidats indépendants
- Tiffany Briscoe, femme d'affaires et ancienne candidate à l'investiture du Parti démocrate et du Boston Tea Party (9 mars 2011).
- Robert John Burck, 41 ans, artiste de rue à New York (6 octobre 2010).
- Terry Jones, pasteur fondamentaliste de Floride (27 octobre 2011).
- Joe Schriner, ancien journaliste, de l'Ohio (janvier 2009).
- Randall Terry, militant anti-avortement de la Virginie-Occidentale, ancien candidat à l'investiture du Parti démocrate.

## Sondages
Au niveau des sondages conduits dans les États pris individuellement, la plupart d'entre eux ont anticipé correctement l'issue du scrutin.

## Résultats

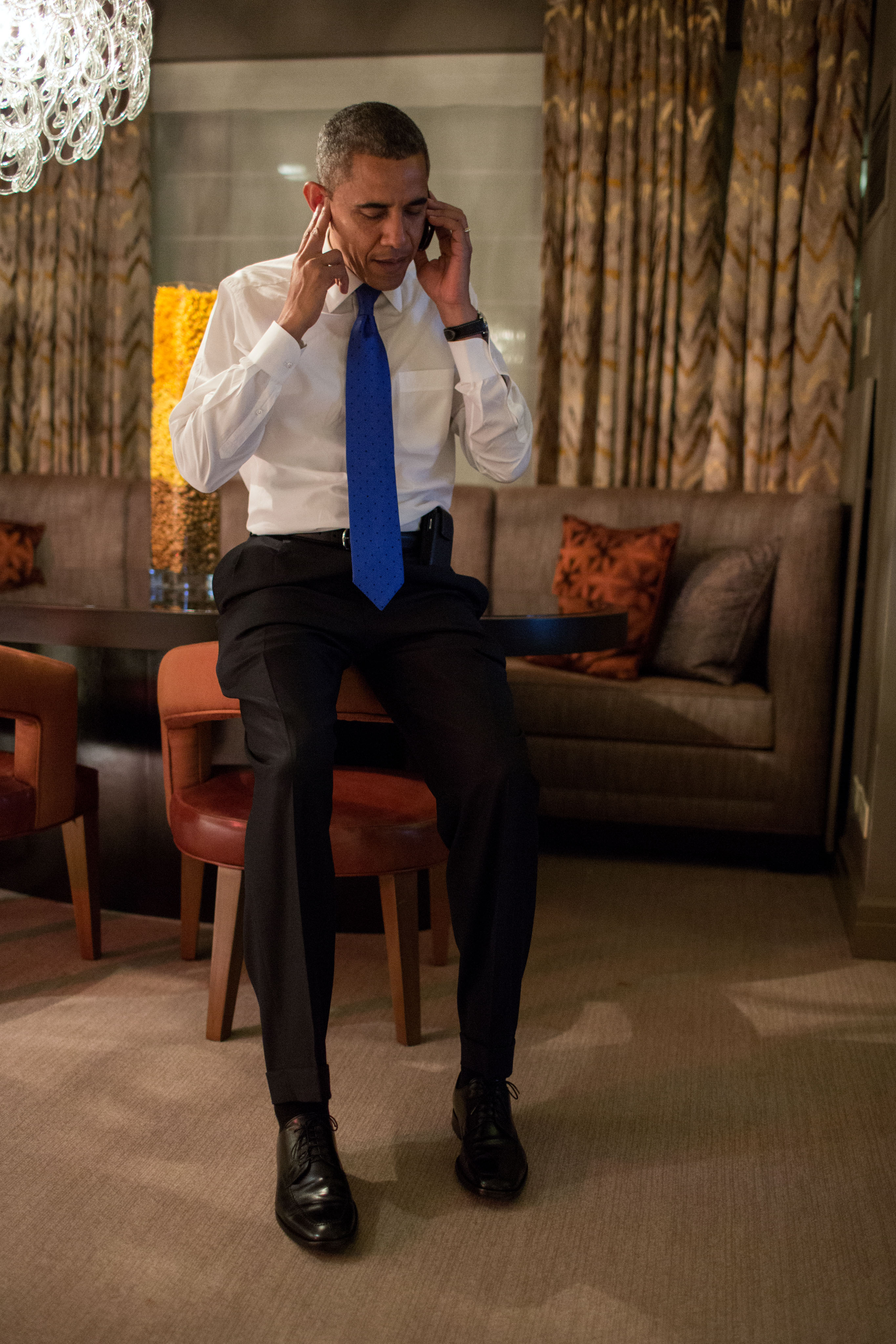
Obama recevant l'appel de Romney lui concédant la victoire.

| Candidat (présidence / vice-présidence) | Parti  | Parti                     | Vote populaire | Vote populaire | Grands électeurs |
| Candidat (présidence / vice-présidence) | Parti  | Parti                     | Voix           | %              | Grands électeurs |
| --------------------------------------- | ------ | ------------------------- | -------------- | -------------- | ---------------- |
| Barack Obama / Joe Biden                |        | Parti démocrate           | 65 918 507     | 51,01          | 332              |
| Mitt Romney / Paul Ryan                 |        | Parti républicain         | 60 934 407     | 47,15          | 206              |
| Gary Johnson / James P. Gray            |        | Parti libertarien         | 1 275 923      | 0,99           | 0                |
| Jill Stein / Cheri Honkala              |        | Parti vert des États-Unis | 469 015        | 0,36           | 0                |
| Autres                                  | Autres | Autres                    | 639 790        | 0,50           | 0                |
| Total                                   | Total  | Total                     | 129 237 642    | 100,00         | 538              |

### Résultats par État
|                      | Barack Obama (Démocrate) | Barack Obama (Démocrate) | Barack Obama (Démocrate) | Mitt Romney (Républicain) | Mitt Romney (Républicain) | Mitt Romney (Républicain) | Gary Johnson (Libertarien) | Gary Johnson (Libertarien) | Jill Stein (Vert) | Jill Stein (Vert) | Autres  | Autres | Total      |
| État                 | #                        | %                        | GE                       | #                         | %                         | GE                        | #                          | %                          | #                 | %                 | #       | %      | #          |
| -------------------- | ------------------------ | ------------------------ | ------------------------ | ------------------------- | ------------------------- | ------------------------- | -------------------------- | -------------------------- | ----------------- | ----------------- | ------- | ------ | ---------- |
| Alabama              | 795 696                  | 38,36 %                  | –                        | 1 255 925                 | 60,55 %                   | 9                         | 12 328                     | 0,59 %                     | 3 397             | 0,16 %            | 6 992   | 0,34 % | 2 074 338  |
| Alaska               | 122 640                  | 40,81 %                  | –                        | 164 676                   | 54,80 %                   | 3                         | 7 392                      | 2,46 %                     | 2 917             | 0,97 %            | 2 870   | 0,96 % | 300 495    |
| Arizona              | 1 025 232                | 44,59 %                  | –                        | 1 233 654                 | 53,65 %                   | 11                        | 32 100                     | 1,40 %                     | 7 816             | 0,34 %            | 452     | 0,02 % | 2 299 254  |
| Arkansas             | 394 409                  | 36,88 %                  | –                        | 647 744                   | 60,57 %                   | 6                         | 16 276                     | 1,52 %                     | 9 305             | 0,87 %            | 1 734   | 0,16 % | 1 069 468  |
| Californie           | 7 854 285                | 60,24 %                  | 55                       | 4 839 958                 | 37,12 %                   | –                         | 143 221                    | 1,10 %                     | 85 638            | 0,66 %            | 115 445 | 0,89 % | 13 038 547 |
| Colorado             | 1 323 101                | 51,49 %                  | 9                        | 1 185 243                 | 46,13 %                   | –                         | 35 545                     | 1,38 %                     | 7 508             | 0,29 %            | 18 121  | 0,71 % | 2 569 518  |
| Connecticut          | 905 083                  | 58,06 %                  | 7                        | 634 892                   | 40,73 %                   | –                         | 12 580                     | 0,81 %                     | 863               | 0,06 %            | 5 542   | 0,36 % | 1 558 960  |
| Delaware             | 242 584                  | 58,61 %                  | 3                        | 165 484                   | 39,98 %                   | –                         | 3 882                      | 0,94 %                     | 1 940             | 0,47 %            | 31      | 0,01 % | 413 921    |
| District of Columbia | 267 070                  | 90,91 %                  | 3                        | 21 381                    | 7,28 %                    | –                         | 2 083                      | 0,71 %                     | 2 458             | 0,84 %            | 772     | 0,26 % | 293 764    |
| Floride              | 4 237 756                | 50,01 %                  | 29                       | 4 163 447                 | 49,13 %                   | –                         | 44 726                     | 0,53 %                     | 8 947             | 0,11 %            | 19 303  | 0,23 % | 8 474 179  |
| Georgie              | 1 773 827                | 45,48 %                  | –                        | 2 078 688                 | 53,30 %                   | 16                        | 45 324                     | 1,16 %                     | 1 516             | 0,04 %            | 695     | 0,02 % | 3 900 050  |
| Hawaii               | 306 658                  | 70,55 %                  | 4                        | 121 015                   | 27,84 %                   | –                         | 3 840                      | 0,88 %                     | 3 184             | 0,73 %            | 0       | 0,00 % | 434 697    |
| Idaho                | 212 787                  | 32,62 %                  | –                        | 420 911                   | 64,53 %                   | 4                         | 9 453                      | 1,45 %                     | 4 402             | 0,67 %            | 4 721   | 0,72 % | 652 274    |
| Illinois             | 3 019 512                | 57,60 %                  | 20                       | 2 135 216                 | 40,73 %                   | –                         | 56 229                     | 1,07 %                     | 30 222            | 0,58 %            | 835     | 0,02 % | 5 242 014  |
| Indiana              | 1 152 887                | 43,93 %                  | –                        | 1 420 543                 | 54,13 %                   | 11                        | 50 111                     | 1,91 %                     | 625               | 0,02 %            | 368     | 0,01 % | 2 624 534  |
| Iowa                 | 822 544                  | 51,99 %                  | 6                        | 730 617                   | 46,18 %                   | –                         | 12 926                     | 0,82 %                     | 3 769             | 0,24 %            | 12 324  | 0,78 % | 1 582 180  |
| Kansas               | 440 726                  | 37,99 %                  | –                        | 692 634                   | 59,71 %                   | 6                         | 20 456                     | 1,76 %                     | 714               | 0,06 %            | 5 441   | 0,47 % | 1 159 971  |
| Kentucky             | 679 370                  | 37,80 %                  | –                        | 1 087 190                 | 60,49 %                   | 8                         | 17 063                     | 0,95 %                     | 6 337             | 0,35 %            | 7 252   | 0,40 % | 1 797 212  |
| Louisiane            | 809 141                  | 40,58 %                  | –                        | 1 152 262                 | 57,78 %                   | 8                         | 18 157                     | 0,91 %                     | 6 978             | 0,35 %            | 7 527   | 0,38 % | 1 994 065  |
| Maine                | 401 306                  | 56,27 %                  | 2                        | 292 276                   | 40,98 %                   | –                         | 9 352                      | 1,31 %                     | 8 119             | 1,14 %            | 2 127   | 0,30 % | 713 180    |
| Maryland             | 1 677 844                | 61,97 %                  | 10                       | 971 869                   | 35,90 %                   | –                         | 30 195                     | 1,12 %                     | 17 110            | 0,63 %            | 10 309  | 0,38 % | 2 707 327  |
| Massachusetts        | 1 921 290                | 60,65 %                  | 11                       | 1 188 314                 | 37,51 %                   | –                         | 30 920                     | 0,98 %                     | 20 691            | 0,65 %            | 6 552   | 0,21 % | 3 167 767  |
| Michigan             | 2 564 569                | 54,21 %                  | 16                       | 2 115 256                 | 44,71 %                   | –                         | 7 774                      | 0,16 %                     | 21 897            | 0,46 %            | 21 465  | 0,45 % | 4 730 961  |
| Minnesota            | 1 546 167                | 52,65 %                  | 10                       | 1 320 225                 | 44,96 %                   | –                         | 35 098                     | 1,20 %                     | 13 023            | 0,44 %            | 22 048  | 0,75 % | 2 936 561  |
| Mississippi          | 562 949                  | 43,79 %                  | –                        | 710 746                   | 55,29 %                   | 6                         | 6 676                      | 0,52 %                     | 1 588             | 0,12 %            | 3 625   | 0,28 % | 1 285 584  |
| Missouri             | 1 223 796                | 44,38 %                  | –                        | 1 482 440                 | 53,76 %                   | 10                        | 43 151                     | 1,56 %                     | 0                 | 0,00 %            | 7 936   | 0,29 % | 2 757 323  |
| Montana              | 201 839                  | 41,70 %                  | –                        | 267 928                   | 55,35 %                   | 3                         | 14 165                     | 2,93 %                     | 0                 | 0,00 %            | 116     | 0,02 % | 484 048    |
| Nebraska             | 302 081                  | 38,03 %                  | –                        | 475 064                   | 59,80 %                   | 2                         | 11 109                     | 1,40 %                     | 0                 | 0,00 %            | 6 125   | 0,77 % | 794 379    |
| Nevada               | 531 373                  | 52,36 %                  | 6                        | 463 567                   | 45,68 %                   | –                         | 10 968                     | 1,08 %                     | 0                 | 0,00 %            | 9 010   | 0,89 % | 1 014 918  |
| New Hampshire        | 369 561                  | 51,98 %                  | 4                        | 329 918                   | 46,40 %                   | –                         | 8 212                      | 1,16 %                     | 324               | 0,05 %            | 2 957   | 0,42 % | 710 972    |
| New Jersey           | 2 125 101                | 58,38 %                  | 14                       | 1 477 568                 | 40,59 %                   | –                         | 21 045                     | 0,58 %                     | 9 888             | 0,27 %            | 6 690   | 0,18 % | 3 640 292  |
| Nouveau-Mexique      | 415 335                  | 52,99 %                  | 5                        | 335 788                   | 42,84 %                   | –                         | 27 788                     | 3,55 %                     | 2 691             | 0,34 %            | 2 156   | 0,28 % | 783 758    |
| New York             | 4 485 741                | 63,35 %                  | 29                       | 2 490 431                 | 35,17 %                   | –                         | 47 256                     | 0,67 %                     | 39 982            | 0,56 %            | 17 749  | 0,25 % | 7 081 159  |
| Caroline du Nord     | 2 178 391                | 48,35 %                  | –                        | 2 270 395                 | 50,39 %                   | 15                        | 44 515                     | 0,99 %                     | 0                 | 0,00 %            | 12 071  | 0,27 % | 4 505 372  |
| Dakota du Nord       | 124 827                  | 38,69 %                  | –                        | 188 163                   | 58,32 %                   | 3                         | 5 231                      | 1,62 %                     | 1 361             | 0,42 %            | 3 045   | 0,94 % | 322 627    |
| Ohio                 | 2 827 709                | 50,67 %                  | 18                       | 2 661 437                 | 47,69 %                   | –                         | 49 493                     | 0,89 %                     | 18 573            | 0,33 %            | 23 635  | 0,42 % | 5 580 847  |
| Oklahoma             | 443 547                  | 33,23 %                  | –                        | 891 325                   | 66,77 %                   | 7                         | 0                          | 0,00 %                     | 0                 | 0,00 %            | 0       | 0,00 % | 1 334 872  |
| Oregon               | 970 488                  | 54,24 %                  | 7                        | 754 175                   | 42,15 %                   | –                         | 24 089                     | 1,35 %                     | 19 427            | 1,09 %            | 21 091  | 1,18 % | 1 789 270  |
| Pennsylvanie         | 2 990 274                | 51,97 %                  | 20                       | 2 680 434                 | 46,59 %                   | –                         | 49 991                     | 0,87 %                     | 21 341            | 0,37 %            | 11 630  | 0,20 % | 5 753 670  |
| Rhode Island         | 279 677                  | 62,70 %                  | 4                        | 157 204                   | 35,24 %                   | –                         | 4 388                      | 0,98 %                     | 2 421             | 0,54 %            | 2 359   | 0,53 % | 446 049    |
| Caroline du Sud      | 865 941                  | 44,09 %                  | –                        | 1 071 645                 | 54,56 %                   | 9                         | 16 321                     | 0,83 %                     | 5 446             | 0,28 %            | 4 765   | 0,24 % | 1 964 118  |
| Dakota du Sud        | 145 039                  | 39,87 %                  | –                        | 210 610                   | 57,89 %                   | 3                         | 5 795                      | 1,59 %                     | 0                 | 0,00 %            | 2 371   | 0,65 % | 363 815    |
| Tennessee            | 960 709                  | 39,08 %                  | –                        | 1 462 330                 | 59,48 %                   | 11                        | 18 623                     | 0,76 %                     | 6 515             | 0,26 %            | 10 400  | 0,42 % | 2 458 577  |
| Texas                | 3 308 124                | 41,38 %                  | –                        | 4 569 843                 | 57,17 %                   | 38                        | 88 580                     | 1,11 %                     | 24 657            | 0,31 %            | 2 647   | 0,03 % | 7 993 851  |
| Utah                 | 251 813                  | 24,75 %                  | –                        | 740 600                   | 72,79 %                   | 6                         | 12 572                     | 1,24 %                     | 3 817             | 0,38 %            | 8 638   | 0,85 % | 1 017 440  |
| Vermont              | 199 239                  | 66,57 %                  | 3                        | 92 698                    | 30,97 %                   | –                         | 3 487                      | 1,17 %                     | 594               | 0,20 %            | 3 272   | 1,09 % | 299 290    |
| Virginie             | 1 971 820                | 51,16 %                  | 13                       | 1 822 522                 | 47,28 %                   | –                         | 31 216                     | 0,81 %                     | 8 627             | 0,22 %            | 20 304  | 0,53 % | 3 854 489  |
| Washington           | 1 755 396                | 56,16 %                  | 12                       | 1 290 670                 | 41,29 %                   | –                         | 42 202                     | 1,35 %                     | 20 928            | 0,67 %            | 16 320  | 0,52 % | 3 125 516  |
| Virginie Occidentale | 238 269                  | 35,54 %                  | –                        | 417 655                   | 62,30 %                   | 5                         | 6 302                      | 0,94 %                     | 4 406             | 0,66 %            | 3 806   | 0,57 % | 670 438    |
| Wisconsin            | 1 620 985                | 52,83 %                  | 10                       | 1 407 966                 | 45,89 %                   | –                         | 20 439                     | 0,67 %                     | 7 665             | 0,25 %            | 11 379  | 0,37 % | 3 068 434  |
| Wyoming              | 69 286                   | 27,82 %                  | –                        | 170 962                   | 68,64 %                   | 3                         | 5 326                      | 2,14 %                     | 0                 | 0,00 %            | 3 487   | 1,40 % | 249 061    |
| Total                | 65 915 795               | 51,06 %                  | 332                      | 60 933 504                | 47,20 %                   | 206                       | 1 275 971                  | 0,99 %                     | 469 627           | 0,36 %            | 490 510 | 0,38 % | 129 085 41 |

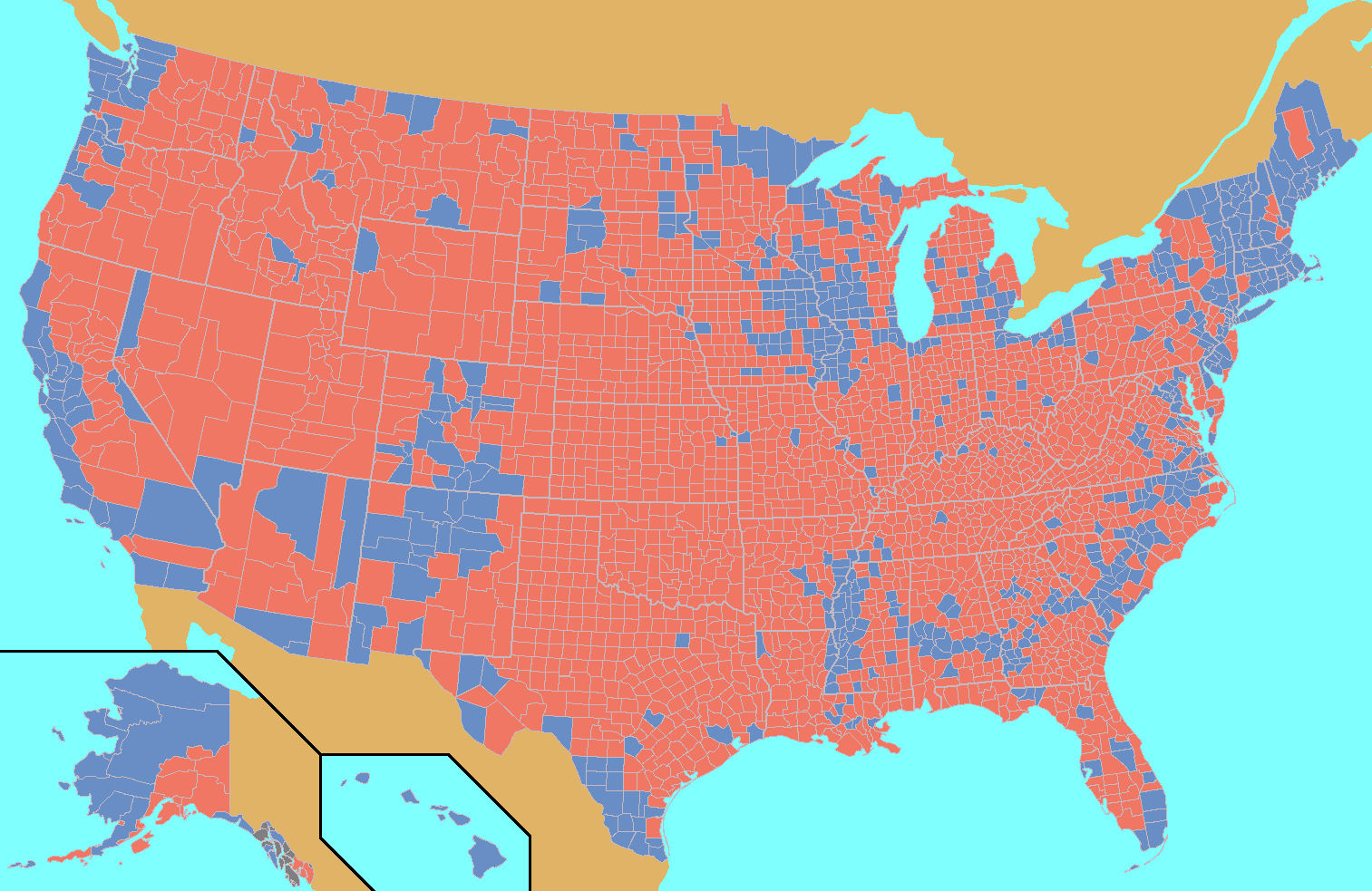
Résultat des élections par comté : en bleu les comtés ayant apporté une majorité de leurs votes à Obama et en rouge ceux ayant apporté la majorité de leurs voix à Romney

Barack Obama remporte l'élection avec 332 des 538 grands électeurs en sa faveur, contre 206 pour Mitt Romney. Le décompte en voix (51,0 % des voix pour Obama, 47,3 % pour Romney) est anecdotique dans la mesure où c'est le nombre de grands électeurs qui décide de l'élection. Enfin, en termes d’États, Obama s'est imposé dans 26 États sur 50 ainsi qu'à Washington.
Avec un taux de participation plus faible qu'en 2008, Barack Obama perd 4 millions d'électeurs tandis que Mitt Romney obtient 1 million voix de plus que John McCain. Barack Obama perd également deux États par rapport à 2008 — l'Indiana et la Caroline du Nord — et s'impose de justesse en Virginie, dans l'Ohio et en Floride. Il est en outre rare qu'un président remporte un second mandat avec moins de voix que lors de sa première élection. Le dernier président américain réélu avec un vote populaire moins important que la fois précédente est Franklin Delano Roosevelt en 1944, c'est-à-dire pour son 4e mandat (il avait aussi perdu des voix en 1940 par rapport à son élection précédente).
Les électeurs blancs ont représenté 72 % de l'électorat (en baisse par rapport à 2008), l'électorat noir est resté stable autour de 13 % tandis que les électeurs latinos ont représenté 10 % de l'électorat (en hausse). Il ressort des analyses sociologiques que les blancs ont voté majoritairement Romney (59 % contre 39 % pour Obama) alors que les minorités se sont très majoritairement déclarées en faveur de Obama (71 % des voix des latinos, 93 % des voix des Afro-Américains et 73 % des voix des asiatiques). Globalement, Romney a reçu le soutien des plus de 45 ans alors que Barack Obama a pour sa part obtenu 60 % des voix des 18-29 ans. Si Romney ne reçoit l'appui que de 44 % des femmes contre 55 % à Obama, la victoire de ce dernier repose sur les minorités puisque Obama ne récolte que 42 % des voix des femmes blanches. Dans l'électorat masculin, il est distancé par Romney (45 % des voix contre 52 % pour Romney) et encore plus dans l'électorat blanc masculin (35 % contre 62 %). Obama s'est par ailleurs imposé parmi les classes populaires et les classes moyennes et dans l'électorat urbain en obtenant 69 % des voix dans les grandes villes et 58 % dans les villes moyennes tandis que Romney ne prenait l'avantage que dans les petites villes (56 %) et les banlieues (50 %). Enfin, les électeurs protestants ont marqué leur préférence pour le candidat républicain (57 %) et si les juifs, les athées et les autres confessions votent pour le démocrate, l'électorat catholique se partage à quasi égalité entre les deux candidats (50-48).
Les autres candidats ne se sont une fois de plus pas montrés capables de remettre en cause le bipartisme. Ils n'obtiennent aucun grand électeur et leurs résultats dans le vote populaire restent faibles. Toutefois Gary Johnson, ancien gouverneur du Nouveau-Mexique, permet au Parti libertarien d'enregistrer son meilleur résultat depuis l'élection présidentielle de 1980 avec 1,3 million de voix et 1 % des suffrages exprimés.